# Не говори никому (фильм, 2006)
«Не говори никому» (фр. Ne le dis à personne) — триллер французского режиссёра Гийома Кане (2006), получивший высокие оценки кинокритиков.

## Сюжет
Александр и Марго Бек были знакомы с детства; с момента их брака прошло уже шесть счастливых лет, когда однажды ночью в лесу на Марго кто-то нападает. Александр не успевает спасти жену, так как получает удар по голове и падает в озеро.
Александра спасают; правда, неизвестно, кто вытащил его из воды. Тело Марго опознаёт её отец. Считается, что она стала одной из жертв серийного убийцы, орудовавшего в тех местах, хотя первоначально главным подозреваемым был Александр.
Спустя восемь лет в районе озера находят два тела мужчин, убитых более пяти лет назад. У одного из трупов в кармане находится ключ от банковской ячейки Марго, в которой лежат старое ружьё и несколько фотографий её, сильно избитой. Полиция возобновляет расследование дела об убийстве. Сам доктор Александр неожиданно получает письмо с видеозаписью, на которой видна женщина, похожая на его жену: судя по всему, запись недавняя. Постепенно Александр укрепляется в мысли, что Марго на самом деле жива. Тем временем за ним кто-то следит; неизвестные убивают бывшую подругу Марго Шарлотту, все подозрения падают на Александра. В его квартире при обыске находят пистолет, из которого было совершено убийство. Доктор, получив предупреждение о грядущем аресте, сбегает, так как по электронной почте его жена (которая действительно оказывается жива) назначает ему свидание, на которое он иначе не попадёт.
В парке, в котором назначено свидание, они не встречаются: Марго обнаруживает засаду и уходит, Александра похищают на выходе из парка. Его пытают, заставляя рассказать, где находится его жена, хотя Александр ничего об этом не знает; в итоге в машину врывается бандит, сына которого Александр помог спасти три года назад, и, ранив одного из похитителей, заставляет других отпустить Александра.
Тем временем выясняется, кто сделал фотографии избитой Марго: сестра Александра. Она признаётся, что Марго избил её партнёр по фонду для детей-сирот, Филипп Невиль, вскоре после этого убитый. Выясняется также, что Марго обеспечила алиби главному подозреваемому, сообщив, что состоит с ним в любовной связи. Александр уже встречался с этим человеком ранее и знает, что это было лишь прикрытием, а жена ему не изменяла.
Новые свидетельства убеждают майора Левковича, ведущего дело, что Александр на самом деле невиновен. В частности, у него есть алиби на момент убийства Шарлотты. Кроме того, ряд деталей в описании тела девушки, найденного у озера, говорит о том, что это была не Марго Бек. При этом все фотографии из акта о вскрытии когда-то изъял отец Марго.
В итоге Александр со спрятанным за пазухой микрофоном, который прослушивают полицейские, встречается с отцом Марго. Тот рассказывает, что партнёр Марго — Филипп Невиль, сын богатого буржуа Жильбера Невиля, насиловал детей из фонда, и ей в какой-то момент стало об этом известно от одного из мальчиков-жертв. Она попыталась образумить насильника, но тот начал избивать её, а отец, тем временем ждавший, когда Филипп признается в содеянном, чтобы его после арестовать, не выдержал и застрелил его. Отец помог дочери избавиться от тела; она не захотела подставлять невиновного, поэтому обеспечила ему алиби. Александр не знал об этом, так как в тот период был в длительном отъезде. Жильбер Невиль натравил на Марго профессиональных убийц, но отец Марго перекупил одного из них, а потом застрелил обоих. Чтобы Невиль-старший ни о чём не узнал, отец Марго решил инсценировать её гибель. Он сказал дочери, что Александр мёртв, а ей надо уехать из страны в целях безопасности; сам нашёл тело мёртвой девушки-наркоманки, изуродовал её лицо ножом, подкинул на место преступления, а потом участвовал в опознании. Он же вытащил Александра из озера и вызвал ему скорую. Единственной его ошибкой было то, что он оставил в кармане у одного из трупов ключи от банковской ячейки. Обнаруженные улики не только дали полиции зацепки, но и вызвали новые подозрения Жильбера Невиля, который нанял коррумпированных полицейских, чтобы те, наконец, покончили с этим делом (именно они стояли за убийством подруги Марго и похищением Александра).
Сделав признание, отец Марго, который и сам был замешан в коррупционных делах и в своё время работал на Невиля-старшего, кончает жизнь самоубийством. Он оставляет Александру пакет со списком продажных полицейских и совершённых ими преступлений, который Александр передаёт Левковичу. Жильбера Невиля арестовывают.
Затем во флэшбеке выясняется, что в действительности, когда Александр пришёл к отцу Марго, последний обнаружил прослушивающую аппаратуру, прикреплённую к телу Александра, но, не подавая вида, продолжал вести себя как ни в чём не бывало. В определённый момент диалога он внёс помехи в сигнал «жучка» с помощью включённого телевизора (полицейские приняли это за случайный сбой аппаратуры) и рассказал Александру правду: на самом деле Филиппа Невиля убил не он, а Марго. Все свои дальнейшие действия он совершил для того, чтобы спасти дочь от тюрьмы и мести Невиля-старшего.
Через несколько лет Марго, услышав по телевизору о возобновлении следствия и узнав оттуда же, что Александр — главный подозреваемый, вернулась в страну, чтобы помочь мужу, которого она считала мёртвым.
В финале фильма Александр воссоединяется с Марго.

## В ролях
| Актёр               | Роль                   |
| ------------------- | ---------------------- |
| Франсуа Клюзе       | Александр Бек          |
| Андре Дюссолье      | Жак Лорентен           |
| Мари-Жозе Кроз      | Марго Бек              |
| Кристин Скотт Томас | Элен Перкинс           |
| Франсуа Берлеан     | Эрик Левкович          |
| Жан Рошфор          | Жильбер Невиль         |
| Натали Бэй          | мэтр Элизабет Фельдман |
| Марина Хэндс        | Анна Бек               |
| Микаела Фишер       | Зак                    |
| Жиль Леллуш         | Брюно                  |
| Лоран Лафитт        | Баск                   |

## Награды
| Год  | Результат   | Награда                        | Номинация |
| ---- | ----------- | ------------------------------ | --- |
| 2007 | Номинирован | British Independent Film Award | Лучший независимый иностранный фильм |
| 2007 | Награждён   | Сезар                          | Лучший актёр: François Cluzet Лучший режиссёр: Guillaume Canet Лучшая музыка к фильму: Mathieu Chedid Лучший редактор: Hervé de Luze |
| 2007 | Номинирован | Сезар                          | Лучший оператор: Christophe Offenstein Лучший фильм: Guillaume Canet Лучший звук: Pierre Gamet, Jean Goudier, Gérard Lamps Лучший актёр второго плана: André Dussollier Лучшая адаптация литературы в сценарии: Guillaume Canet, Philippe Lefebvre |
| 2007 | Награждён   | Премия Люмьер                  | Лучший фильм: Guillaume Canet |
| 2007 | Награждён   | World Audience Award           | Guillaume Canet |
| 2007 | Награждён   | Étoile d’Or                    | Лучший актёр: François Cluzet Лучший композитор: Mathieu Chedid |
| 2007 | Номинирован | Étoile d’Or                    | Лучший режиссёр: Guillaume Canet Лучший сценарий: Guillaume Canet, Philippe Lefebvre |
| 2008 | Номинирован | Golden Trailer                 | Лучший иностранный триллер |
| 2008 | Номинирован | cALFS Award                    | Иностранный фильм года |
| 2009 | Номинирован | Премия Эдгара Аллана По        | Лучший сценарий: Guillaume Canet, Philippe Lefebvre, Harlan Coben |